# Seudre
El río Seudre es un corto río costero francés que atraviesa el territorio histórico de Saintonge (en el departamento de Charente Marítimo, región de Aquitaine-Limousin-Poitou-Charentes). Su cuenca, constituida principalmente de marismas de agua salada, es la mayor de este tipo dentro del litoral francés.
Su estuario, junto con la isla de Oléron conforma la zona de cultivo de ostras denominación de origen Marennes-Oléron.